# Lucky Luciano (pel·lícula)
Lucky Luciano és una pel·lícula de 1973 dirigida per Francesco Rosi.
La pel·lícula se centra en la figura de Salvatore Lucania, conegut com a Lucky Luciano, un cap del crim italoamericà de Nova York condemnat a 50 anys de presó, però indultat al final de la Segona Guerra Mundial. El 3 de gener de 1946, Thomas E. Dewey, que havia esdevingut governador de l'estat de Nova York, va indultar Luciano pels seus serveis a la Marina, amb la condició que abandonés els Estats Units per establir-se a Itàlia.
| «                | No he volgut fer una biografia de Lucky Luciano. Amb el pretext del personatge de Luciano he volgut tractar les relacions de la màfia amb el poder, com ja havia començat a fer amb Salvatore Giuliano i després amb Le mani sulla città, Uomini contro, Il caso Mattei.. | » |
| — Francesco Rosi | |   |

## Trama
Salvatore Lucania, àlies Lucky Luciano (Gian Maria Volonté ), és el líder indiscutible de l'inframón italoamericà des de 1931, quan va prendre el poder eliminant una quarantena d'adversaris, en l'anomenada Nit de les Vespres sicilianes. El 1936 fou acusat de proxenetisme i complí condemna fins al 1946 quan el governador de l'estat de Nova York, Thomas E. Dewey, li commutà la pena i el deportà a Itàlia després que col·laborés amb la marina nord-americana durant la Segona Guerra Mundial. Lucky viu una vida aparentment tranquil·la i impecable a Nàpols, però els rumors rl'acusen de ser l'inspirador del narcotràfic internacional.
Charles Siragusa (interpretat per ell mateix), cap de l'Oficina Europea dels Estupefaents, intenta trobar proves per detenir-lo. En un debat a les Nacions Unides, l'investigador Harry J. Anslinger (Edmond O'Brien) i el delegat italià s'enfronten, a causa de Luciano, que li retreu que aquests mafiosos van ser enviats de tornada a Itàlia pel govern dels Estats Units. Comença així un llarg flashback que mostra el "renaixement" de la màfia durant l' Alliberament a Nàpols ocupada pels aliats el 1944 un dels "companys" de Luciano, el gàngster italoamericà Vito Genovese (Charles Cioffi), prospera al mercat negre. amb la complicitat del coronel nord-americà Charles Poletti (Vincent Gardenia). Després del debat a l'ONU, la Guardia di Finanza, pressionada per l'opinió pública internacional, sotmet Lucky a rastreig, escorcolls i interrogatoris. Però se'n sortirà. Des dels Estats Units ve Gene Giannini (Rod Steiger), un gàngster de llarg recorregut, convocat per Luciano que li vol presentar un projecte de contraban, però després d'haver descobert el seu doble joc amb Siragusa, és brutalment assassinat. Luciano mor d'un atac de cor a l'aeroport de Nàpols, emportant-se els seus secrets.

## Producció
El rodatge va tenir lloc el desembre de 1972 entre Gènova, Nàpols, Pollena Trocchia, Lercara Friddi i Nova York; els interiors es van recrear als estudis Vides Cinematografica de Roma.

## Distribució
La pel·lícula es va estrenar als cinemes italians el 19 d'octubre de 1973. Als Estats Units, el novembre de 1974, amb una estrena a San Francisco el 24 de juliol de 1974. A l'Estat Espanyol es va estrenar l'11 de novembre de 1974.